# Ringwallanlage Förbau

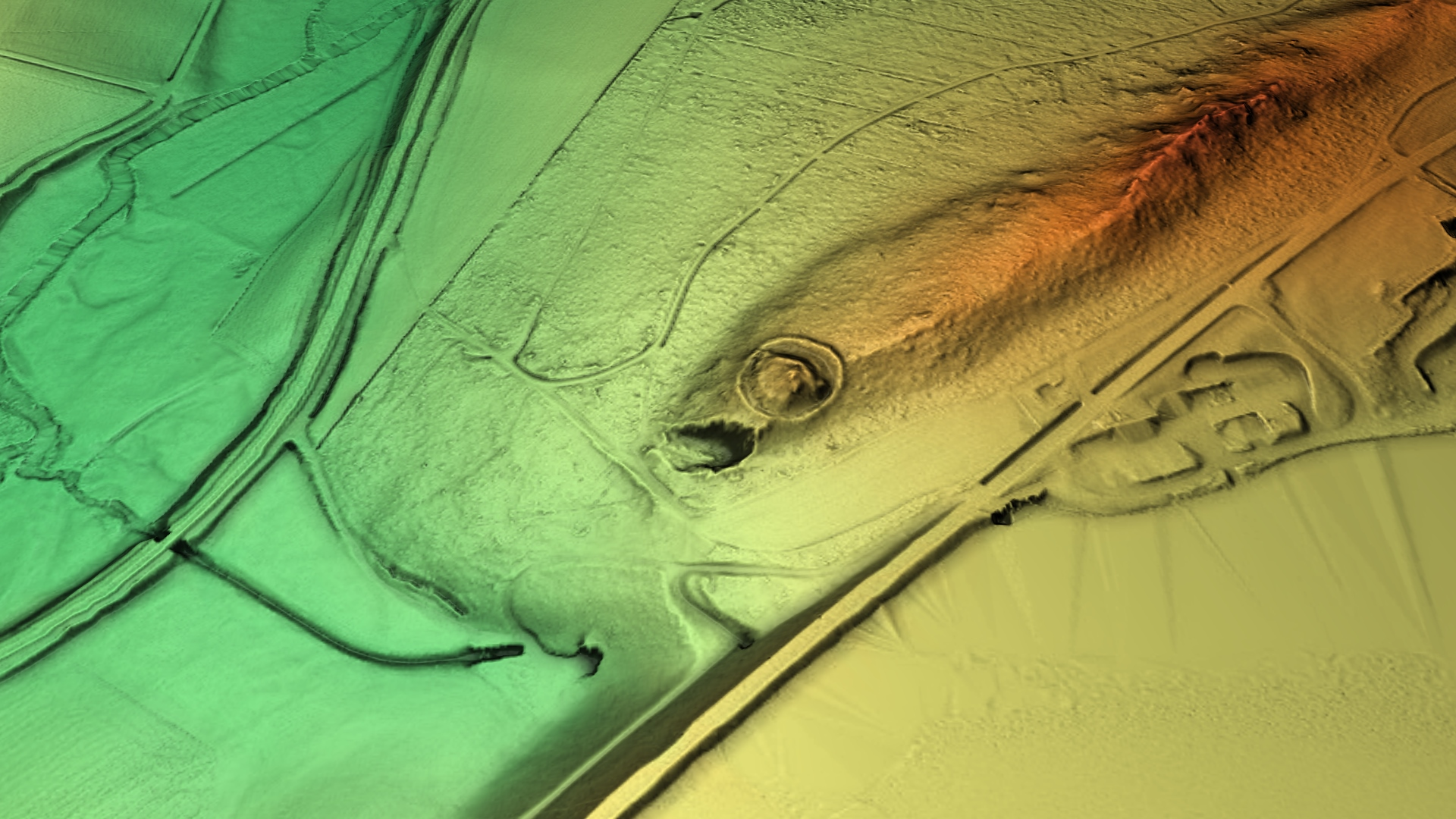
3D-Ansicht des digitalen Geländemodells

Die Ringwallanlage Förbau ist eine abgegangene mittelalterliche Ringwallanlage auf 560 m ü. NHN nahe Förbau an der Förmitztalsperre im Landkreis Hof in Bayern.
Die Ringwallanlage wird auch als Burgstall bezeichnet und wurde möglicherweise als Fliehburg genutzt. Die Anlage ist urkundlich nicht belegt und folglich namentlich nicht näher bezeichnet. Karl Dietel brachte die Anlage mit den bis Ende des 14. Jahrhunderts als oberen und unteren Sitz der Hirschberger bezeichneten Rittergütern in Förbau in Verbindung. Dem widersprach Hofner, da zur Zeit der Rittergüter die Ringwallanlage schon lange nicht mehr in Funktion war. Der Burgstall war zur Sicherung der Grenzen des Regnitzlandes angelegt worden.   
Die Ringwallanlage befand sich an einem Ende des Heidbergrückens (560 m ü. NHN), so dass sie nach drei Seiten hin schroff abfiel und durch Gräben mit Außenwall gesichert war. Im Tal bildete die Förmitz ein weiteres Hindernis. Hügel, Gräben und Außenwälle als Spuren einer für die Region verhältnismäßig großen Anlage sind deutlich erkennbar. Sie befindet sich im Wald oberhalb des Dammes des Förmitzspeichers. Der Zugang ist nicht ausgeschildert. 
Ausgrabungen des Langnamenvereins 1951 bestätigten die mittelalterliche Entstehungszeit, brachten aber keine weiteren Bodenfunde oder Fundamentreste zum Vorschein. Ob ein Turm vorhanden war, konnte nicht geklärt werden.